# Benny McLaughlin
Benny McLaughlin (Filadelfia, 10 aprile 1928 – West Chester, 27 dicembre 2012) è stato un calciatore statunitense, di ruolo attaccante.

## Carriera

### Club
Ha sempre giocato nel campionato statunitense.

### Nazionale
Ha partecipato alle Olimpiadi del 1948. Non poté partecipare ai Mondiali del 1950 per motivi di lavoro: essendo un calciatore dilettante, infatti, nella vita di tutti i giorni svolgeva una professione "civile", e gli impegni professionali gli impedirono di prendere parte alla rassegna iridata.